# スイス国鉄BDm2/4形気動車

CFm2/4 791号機時（後のBDm2/4 1691号機）の形式写真、1951年

同じくCFm2/4 791号機時の運転台、1951年

スイス国鉄BDm2/4形気動車(スイスこくてつBDm2/4がたきどうしゃ)は、スイスのスイス連邦鉄道（SBB: Schweizerische Bundesbahnen、スイス国鉄）の本線系統で使用されていた2等/荷物合造気動車である。なお、本機はCFm2/4形の9901号機として製造されたものであるが、その後の改造および称号改正によりCFm2/4 791号機、BFm2/4 791号機、BFm2/4 1691号機を経て最終的にBDm2/4 1691号機となったものである。

## 概要
1892年に発明されたディーゼルエンジンは欧州では1920年代頃から鉄道車両の搭載が始まり、スイスにおいても1912年製の世界初のディーゼル機関車にヴィンタートゥールのGebrüder Sulzer製の機関が搭載されるなどその開発に各メーカーが参加していた。こういった状況の中、幹線区間から電化を急いでいたスイス国鉄でも当面非電化で残る路線の運行効率化を目的としてディーゼルエンジンを搭載した気動車を試験的に導入することとなり、1910-20年代のアメリカで発達していた、大型の鋼製客車の室内一端にガソリンエンジンを搭載したガス・エレクトリックもしくはドゥードゥルバグと呼ばれる電気式気動車と同様の構成で、ディーゼルエンジンを搭載した3等/荷物合造気動車を1924年に1両導入したものが本形式であり、後に製造された鉄道省のキハニ36450形電気式気動車とも機関方式の差はあるが同様の機器構成となっている。本機はBo'2'の車軸配置で、V型8気筒・定格出力184kWのディーゼルエンジンと主発電機の発生電力によって2台の主電動機を駆動しており、その後第二次世界大戦時の燃料油不足や電化の進展にもかかわらず、2度の機関換装を経て同様の形態の電気式荷物気動車であるDm2/4形とともに運行が継続され、気動車としては1962年まで使用された。
なお、車体、台車、機械部分の製造をSIG、主機の製造をGebrüder Sulzer、主発電機、主電動機、電気機器の製造をBBCがそれぞれ担当している。

## 仕様

### 車体
- 車体は1923年製のBe4/6形電車や1927年製のDe4/4形荷物電車[5]と同様の形態の木鉄合造構造で、240mm厚の台枠は鋼材のリベット組立式でトラス棒付、その上に木製の車体骨組および屋根を載せて前面および側面外板は鋼板を木ねじ止めとしたものとし、屋根は屋根布張り、床および内装は木製としている。また、車体内は前位側から長さ1200mmの乗務員室、4440mmの3等客室（喫煙）、900mmのデッキ、2960mmの3等客室（禁煙）、860mmのトイレ、4300mmの主機室、2700mmmの荷物室、1200mmの乗務員室の配列である。
- 正面は隅部がR付で屋根端部が庇状に張出した平妻形態で、中央の貫通扉の左右に庇付の正面窓があり、正面下部左右に外付式の、貫通扉上部に埋込式の丸形前照灯が配置されており、後位側には屋根上昇降用の梯子が設置されている。連結器は台枠取付のねじ式連結器で、緩衝器が左右に、フックとリンクが中央に設置されている。
- 側面は窓扉配置d1D212D3d（乗務員室扉-荷物室窓-荷物室扉-主機室窓トイレ窓--3等客室窓-乗降扉-3等客室窓-乗務員室扉））で、幅900mm、高さ860mmの上隅部にRの付いた下落とし窓が客室および主機室に、幅600mmのものが荷物室とトイレに設置され、乗降扉は幅800mmの外開扉、荷物室扉は幅1200mmの外吊式の片引扉、乗務員室扉は幅560mmの内開扉となっている。また、主機室側面下部には冷却気導入用のルーバーが設置されていた。また、屋根上には主機室上部にラジエターが、客室上部に水雷形のベンチレーターが設置され、主機室部の屋根のみ鋼製の取外し可能なものとなっているほか、屋根両端部にはつらら切りが設置されている。
- 客室は座席は2+3列の5人掛けで奥行500mmで木製ベンチ式、シートピッチ1480mmの固定式クロスシートとなっており、喫煙室に3ボックス、禁煙室に2ボックスずつが設置されている。室内の天井は白、側壁面はニス塗りであった。
- 運転室は当時のスイスの機関車などと同じ立って運転する形態で、従来のスイス国鉄機は右側運転台であったが、本機は左側運転台であり、その後の軽量高速機やAe4/6形以降の電気機関車も左側運転台となっている。また、荷物室内端部には郵便用の仕分棚が設置されている。
- 車体塗装は緑色で、側面に各種標記類のプレートが設置されており、下部中央に"SBB""CFF"とスイス国旗の付いたもの、その左右に形式名と機番、その下部に定員、乗降扉横に客室等級を表す"III"、その下部に禁煙、喫煙の種別別のものがそれぞれ設置されていた。また車体正面貫通扉にも機番が入れられていた。また、車体台枠、床下機器と台車は黒、屋根および屋根上機器はグレーである。その後車体の標記類はプレートから車体への直接の表記に変更され、車体側面下部中央にスイス国旗とその左右に"SBB""CFF"のレタリングが、側面左端下部に形式名と機番が、乗降扉左右に客室等級の"2"もしくは"3"が入るようになり、車体台枠、床下機器と台車がグレーに変更されている。

### 走行機器
- 本機は主機としてGebrüder Sulzer製のV型8気筒でボアとストロークは215×300mmのSulzer 8LV21ディーゼルエンジンを1基主機室内床上に搭載し、そこに接続されるBBC製の主発電機によって発生した電力によって前位側台車の2軸を2基の主電動機を駆動するもので、運転台からの電気指令などによる遠隔制御としている。なお、主機の出力は550rpmで184kWであるほか、ベルト駆動式の補助回路用発電機が設置され、蓄電池や灯具類へ電力を供給していた。
- 台車は動台車、従台車ともが軸距2500mm、車輪径1040mmのリベット組立式板台枠台車で、枕ばねは重ね板ばね、軸ばねはコイルばねと重ね板ばねの組合せで軸箱支持方式はペデスタル式、主電動機は定格出力147kWの自己通風式のものを吊掛式に装荷している。また、基礎ブレーキ装置は両抱き式の踏面ブレーキで、ブレーキシリンダは台車毎の車体取付式であった。
- このほかブレーキ装置として自動空気ブレーキと手ブレーキを装備するほか、補機類として後位側台車内側軸に車軸発電機、床下にセルモーターや照明等用蓄電池などを搭載している。

### 改造
- 1938年には主機を同じGebrüder Sulzer製の水平対向4気筒で294kW/1250rpmの4ZG14に換装して主発電機もBBC製の新しいものとなって最高速度が90km/hに引き上げられ、その後1951年には再度主機の換装を行い、Saurer[6]製のV型12気筒で243kW/1500rpmのTyp BZDSとなり、同時に電機品も更新をするとともに、形式名がCFm2/4 791号機となっている。
- ラジエターは製造当初の主機室上に強制通風式のものを設置する方式から、屋根上に平板型のラジエターを複数枚設置する方式に変更となっている。
- なお、1956年にはスイスの鉄道車両の客室等級の3階級から2階級への変更に伴ってBFm2/4 791号機となり、その後1959年には機番が変更となってBFm2/4 1691号機となった。さらに1962年には形式名のうち、荷物室の称号が"F"から"D"に変更となったことにより、BDm2/4形1691号機となっている。

### 主要諸元
- 軌間：1435mm
- 動力方式：ディーゼルエンジンによる電気式
- 最大寸法：全長20300mm、車体幅2950mm、屋根高3750mm、全高4262mm
- 軸配置：Bo'2'
- 軸距：2500mm（動台車、従台車とも）
- 台車中心間距離：13500mm
- 車輪径：1040mm（動輪、従輪とも）
- 自重：57.0t（運転整備重量、製造時）53.0t（運転整備重量、第二次機関換装）
- 動輪周上重量：27.5t（製造時）、26.4t（第二次機関換装）
- 荷重：1.5t
- 定員：50名（2等）
- 燃料油量：680l
- 走行装置（製造時）
  - 主機：Gebrüder Sulzer製V型8気筒8LV21×1基（定格出力：184kW/550rpm、ボア×ストローク：215×300mm）
  - 主電動機定格出力：147kW×2
  - 牽引力：15.3kN（定格）
  - 最高速度：75km/h
- 走行装置（第一次機関換装、1938年）
  - 主機：Gebrüder Sulzer製水平対向4気筒4ZG14×1基（定格出力：294kW/1250rpm）
  - 主電動機定格出力：147kW×2
  - 最高速度：90km/h
- 走行装置（第二次機関換装、1951年）
  - 主機：Saurer製V型12気筒Typ BZDS×1基（定格出力：243kW/1500rpm、冷却水量350l）
  - 主電動機定格出力：147kW×2
  - 牽引力：21.2kN（1時間定格、於25.5km/h）、41.2kN（最大）
  - 最高速度：75km/h
- ブレーキ装置：空気ブレーキ、手ブレーキ

## 運行・廃車

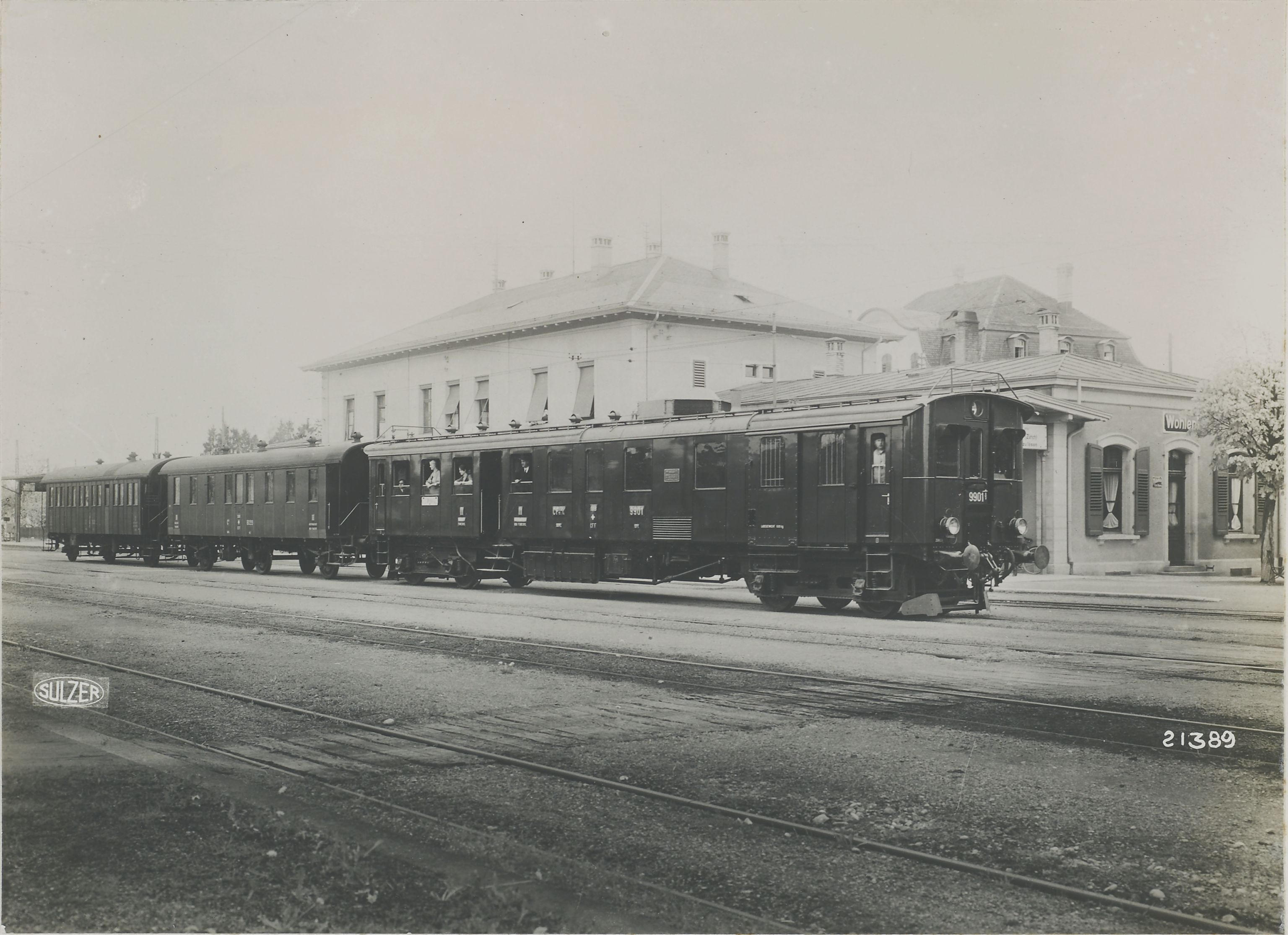
CFm2/4 9901号機時、ヴォーレン駅、1929年

- 本機は1925年から試運転が実施され、その後ブルックに配属されてヴォーレンまでの運行で使用され、走行距離は一日平均172kmであった。以降1927年から1932年まではブルックからヴェッティンゲンを経由してデーデルグラットまでの区間で運行され、走行距離は一日平均206kmであった。
- その後故障によりチューリッヒに留置され、運行はCFm2/4 9921号機が代替していた。
- 1938年の機関換装後はヴィンタートゥールに配置されてヴィンタートゥールからエッツヴィレンを経由してドイツのジンゲンまでの区間やヴィンタートゥール - ヒンヴィール - エフレーティコン間で運行されていたが、1939年以降は第二次世界大戦による燃料油不足の影響で1945年まで運行されなかった。
- 1945年以降はスイス北東部の路線の電化の進展によって、スイス南部のベッリンツォーナの配置となり、ベッリンツォーナから、ゴッタルド線のロカルノまでの支線を経由してイタリアのルイーノに至る路線の国境手前のランツォまでの22.8kmの区間で、Dm2/4形[7]とともに使用され、当初1日平均の走行距離は268kmであったが、不調により次第に使用されなくなった。
- その後スイス西部、レマン湖畔のニヨンからクラシエで国境を越えてフランスのディボンヌへ至る路線が電化されず、蒸気機関車による運行が残っていたため、一部列車に本機を投入して運行の効率化を図ることとなり、1951年に2度目の機関換装を行った上で2月から運行に入り、ニヨン - ディボンヌ間を21分で結んでいた。
- 1962年7月に重大な故障を起こし、同路線も1962年9月29日に廃止となったことにより運行から外れて留置されていたが、1965年に機関を降ろして代わりに各種測定機器を搭載して事業用の検測車であるX 91502号車として1966年より使用を開始され、その後1976年には新しいUIC方式の車号であるXa 30 85 97 30 100-8号車となり、1989年まで使用されていた。